# 鍾子期

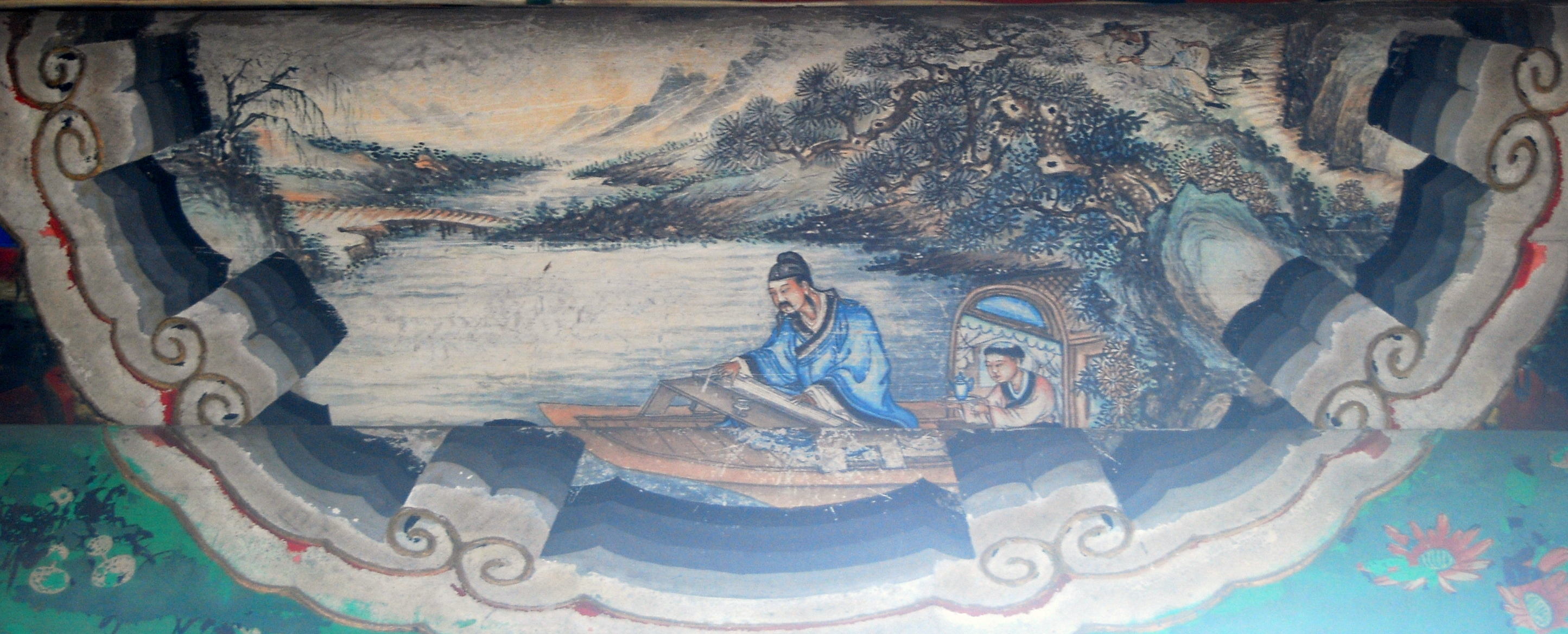
伯牙が琴を弾き、その横で子期が琴を聴いている（頤和園）

鍾 子期（しょう しき、中国語: 锺子期、拼音: Zhōng Zǐqī、英語: Zhong Ziqi）は、中国春秋時代の楚の人。名は徽、字は子期。
鍾子期は、古琴の名人である伯牙の良き聴き手であった。伯牙が高い山に登る気持ちで琴を弾くと、鍾子期は「すばらしい、まるで険しい泰山のようだ」と言い、伯牙が川の流れを思い浮かべて弾くと、鍾子期は「すばらしい、まるで広大な長江か黄河のようだ」と言った。
泰山で暴雨に遭った伯牙は「霖雨之操」「崩山之音」を作った。鍾子期にそれらを弾いて聴かせると、子期は即座に曲の趣を言い当てた。伯牙は琴を置き「すばらしい、君が私の意図と想像するものは私の心そのものだ。一体、君から逃れられる琴の音はあるのだろうか？」と言った。
鍾子期が死ぬと、伯牙は琴を弾くに値する人がいなくなったと思い、琴を壊して絃を絶ち、生涯琴を弾かなかった。
この「伯牙絶絃(弦)」の故事により、親密な友情を「断琴の交わり」「断琴の契り」、互いによく心を知り合った友を「知音」などという。
また、中国においては、伯牙と鍾子期の「知音之交」が、藺相如と廉頗の「刎頸之交」、管仲と鮑叔の「管鮑之交」、劉備・関羽・張飛の「生死之交」等と共に「八拝之交」の一つに数えられる。

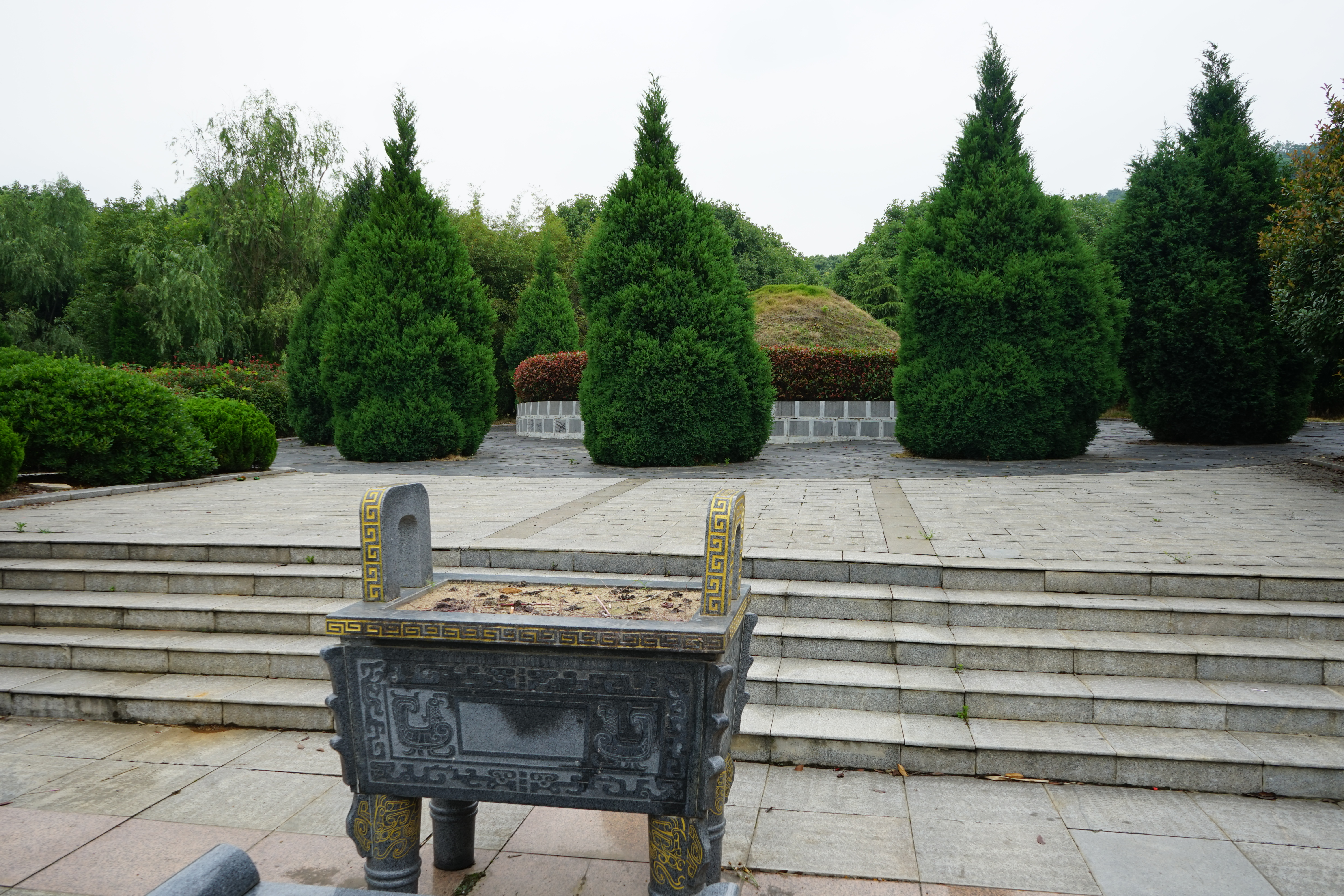
蔡甸鍾子期墓

湖北省武漢市蔡甸区蔡甸街馬鞍村近くに鍾子期の墓がある。墓は円形、高さ1.5m、底径8mで、石垣に囲まれている。清代の光緒15年（1889年）に石碑が建てられ、文化大革命で壊されたものの1980年に修複された。碑文は「楚隠賢鍾子期之墓」。1987年には墓前に知音亭が建てられた。